# Quadrupla di primi
Una quadrupla di primi è una sequenza di quattro numeri primi, consistente in due coppie di numeri primi gemelli separate solo da tre non-primi. Se si denota il più piccolo primo della quadrupla con p, gli altri primi sono p + 2, p + 6 e p + 8. Il numero p + 4 viene detto centro della quadrupla. Le prime quadruple di numeri primi sono
{5, 7, 11, 13}, {11, 13, 17, 19}, {101, 103, 107, 109}, {191, 193, 197, 199}, {821, 823, 827, 829}, {1481, 1483, 1487, 1489}, {1871, 1873, 1877, 1879}, {2081, 2083, 2087, 2089}, {3251, 3253, 3257, 3259}, {3461, 3463, 3467, 3469}, {5651, 5653, 5657, 5659}, {9431, 9433, 9437, 9439}, {13001, 13003, 13007, 13009}, {15641, 15643, 15647, 15649}, {15731, 15733, 15737, 15739}, {16061, 16063, 16067, 16069}, {18041, 18043, 18047, 18049}, {18911, 18913, 18917, 18919}, {19421, 19423, 19427, 19429}, {21011, 21013, 21017, 21019}, {22271, 22273, 22277, 22279}, {25301, 25303, 25307, 25309}, {31721, 31723, 31727, 31729}, {34841, 34843, 34847, 34849}, {43781, 43783, 43787, 43789}, {51341, 51343, 51347, 51349}, {55331, 55333, 55337, 55339}, {62981, 62983, 62987, 62989}, {67211, 67213, 67217, 67219}, {69491, 69493, 69497, 69499}, {72221, 72223, 72227, 72229}, {77261, 77263, 77267, 77269}, {79691, 79693, 79697, 79699}, {81041, 81043, 81047, 81049}, {82721, 82723, 82727, 82729}, {88811, 88813, 88817, 88819}, {97481, 97483, 97487, 97489}, {99131, 99133, 99137, 99139}
Ad eccezione della prima quadrupla di primi, {5, 7, 11, 13}, il centro della quadrupla è sempre un multiplo di 15 e la quadrupla di primi assume la forma {30n + 11, 30n + 13, 30n + 17, 30n + 19} per un qualche intero non negativo n.
Una quadrupla di primi contiene due coppie di primi gemelli e due terzine di primi sovrapposte.
Non è noto se ci sono infinite quadruple di numeri primi. Dimostrare la congettura dei numeri primi gemelli potrebbe non essere sufficiente per dimostrare che sono infinite anche le quadruple di numeri primi.
Una delle quadruple note di più grandi numeri primi è centrata su 10699 + 547634621255.
La costante rappresentante la somma dei reciproci delle quadruple di tutti i numeri primi, detta costante di Brun per le quadruple di numeri primi e indicata con B4
{\displaystyle B_{4}=\left({\frac {1}{5}}+{\frac {1}{7}}+{\frac {1}{11}}+{\frac {1}{13}}\right)+\left({\frac {1}{11}}+{\frac {1}{13}}+{\frac {1}{17}}+{\frac {1}{19}}\right)+\left({\frac {1}{101}}+{\frac {1}{103}}+{\frac {1}{107}}+{\frac {1}{109}}\right)+\cdots }
vale circa
B4 = 0.87058 83800 ± 0.00000 00005
Il primo e il terzo termine di una quadrupla di numeri primi sono ovviamente i primi di Chen; è meno ovvio che il secondo termine di una quadrupla di primi non è mai un numero primo di Chen ad eccezione della prima quadrupla e della quadrupla speciale. Il quarto termine di una quadrupla di numeri primi non è mai un numero primo di Stern.

## Quintupla di primi
Se {p, p+2, p+6, p+8} è una quadrupla di primi e p−4 o p+12 è anch'esso primo, allora i cinque primi formano una quintupla di primi. Le prime quintuple di primi con p+12 sono (sequenza A022006 dell'OEIS)
{7, 11, 13, 17, 19}, {97, 101, 103, 107, 109}, {1867, 1871, 1873, 1877, 1879}, {3457, 3461, 3463, 3467, 3469}, {5647, 5651, 5653, 5657, 5659}, {15727, 15731, 15733, 15737, 15739}, {16057, 16061, 16063, 16067, 16069}, {19417, 19421, 19423, 19427, 19429}, {43777, 43781, 43783, 43787, 43789}, {79687, 79691, 79693, 79697, 79699}, {88807, 88811, 88813, 88817, 88819}
Una quintupla di primi contiene due coppie vicine di primi gemelli, una quadrupla di primi e tre terzine di primi sovrapposte.
Non si sa ancora se ci siano infinite quintuple di primi. Anche qui, dimostrare la congettura dei numeri primi potrebbe non essere sufficiente per provare se le quintuple di primi siano infinite.

## Sestupla di primi
Se sia p-4 che p+12 sono primi, allora la quintupla di primi diventa una sestupla di primi. Le prime sestuple di primi sono
{7, 11, 13, 17, 19, 23}, {97, 101, 103, 107, 109, 113}, {16057, 16061, 16063, 16067, 16069, 16073}, {19417, 19421, 19423, 19427, 19429, 19433}, {43777, 43781, 43783, 43787, 43789, 43793}
Una sestupla di primi contiene due coppie vicine di primi gemelli, due quintuple di primi sovrapposte, una quadrupla di primi e quattro terzine di primi sovrapposte.
Non si sa se esistano infinite sestuple di primi. Ancora una volta, dimostrare la congettura dei primi gemelli non proverebbe necessariamente l'esistenza di infinite sestuple di primi. Inoltre, neanche dimostrare che esistono infinite quintuple di primi sarebbe di qualche utilità per tale scopo.